# Roberta Pagnier
Roberta Pagnier (Amsterdam, 1979) is een Nederlands televisiekok, presentatrice en schrijfster.

## Levensloop
Pagnier maakte op 31 oktober 2008 haar debuut als televisiekok en presentatrice in haar online-programma Pancetta e Fagioli dat uitgezonden werd door Het Parool, in het programma liet ze iedere aflevering zien hoe je gemakkelijk een Italiaans gerecht kon klaarmaken. Ze was met dit programma te zien tot 7 februari 2009.
In 2011 maakte Pagnier haar televisiedebuut als een van de televisiekoks in het kookprogramma De Makkelijke Maaltijd, dat sindsdien wordt uitgezonden door 24Kitchen. Als onderdeel van 24Kitchen bracht ze in samenwerking met de andere koks meerdere kookboeken uit, waaronder Grenzeloos koken en Frisse start. In augustus 2013 schreef Pagnier in samenwerking met Giovanni Caminita het kookboek Heerlijk Italiaans, uitgegeven door Karakter Uitgevers.
Van 11 oktober 2015 tot en met 2 april 2017 was Pagnier als vaste televisiekok te zien van het wekelijks uitgezonden RTL 4-programma Carlo's TV Café. Daarnaast was Pagnier in 2016 te zien als televisiekok in het programma RTL Woonmagazine en in 2017 in Koffietijd.
In januari 2019 ging Pagnier van start met het presenteren van haar eigen kookprogramma Wat eten we? dat tijdens de start uitgezonden werd door SBS6 en later door Net5. Ze presenteerde het programma tot mei 2020 waarna ze vervangen werd door Jet van Nieuwkerk, echter toen Van Nieuwkerk in oktober 2020 moest stoppen met werken in verband met haar zwangerschap nam Pagnier het presentatiestokje weer terug over. Vervolgens keerde Van Nieuwkerk niet meer terug en was Pagnier tot het einde van het programma, in december 2021, te zien. Hierna ging ze als televisiekok werken in het Net5-programma 5 days of Christmas.
In 2023 was Pagnier een van de deelnemers aan het 23e seizoen van het RTL 4-programma Expeditie Robinson, ze viel als achtste af en eindigde daarmee op de dertiende plaats.
Naast haar televisiewerk als kok geeft Pagnier ook kookcursussen en kookdemonstraties, daarnaast maakte ze ook kook-instructievideo's voor onder andere Delicious Magazine.

## Privé
Pagnier is de dochter van een Nederlandse vader en een Italiaanse moeder en is door hen tweetalig opgevoed. Pagnier is moeder van een dochter en een zoon.

## Televisie

### Als televisiekok
- 2008-2009: Pancetta e Fagioli
- 2011-heden: De Makkelijke Maaltijd
- 2015-heden: Cucina Moderna: Roberta's Italië
- 2015-2017: Carlo's TV Café
- 2016: RTL Woonmagazine
- 2017: Koffietijd
- 2019-2021: Wat eten we?
- 2021: 5 days of Christmas

### Overig
- 2022: Weet ik veel, als kandidaat
- 2022: De Kookklunzen, als eenmalig jurylid
- 2023: Expeditie Robinson, als kandidaat